# El Diablo (cómic)
El Diablo es un hombre de 38 años compartido por varios personajes de ficción publicados por DC Comics: Lazarus Lane, Rafael Sandoval, Chato Santana.
La versión de Chato Santana de El Diablo apareció en la película Suicide Squad 2016 ambientada en el Universo Extendido de DC.

## Historia de publicación
La versión original (Lazarus Lane) debutó en All-Star Western # 2 (octubre de 1970), y fue creada por Robert Kanigher y Gray Morrow. El personaje protagonizó una miniserie de cuatro números publicada por DC Comics a través de su sello Vertigo para lectores maduros titulado; El Diablo # 1 (marzo de 2001) fue escrito por Brian Azzarello y dibujado por Danijel Zezelj.
La segunda versión (Rafael Sandoval) apareció por primera vez en El Diablo vol. 2, # 1 (agosto de 1989), y fue creado por Gerard Jones y Mike Parobeck.
La tercera versión (Chato Santana) apareció por primera vez en El Diablo  vol. 3, # 1 (septiembre de 2008) y fue creado por Jai Nitz, Phil Hester y Ande Parks.

## Biografía del personaje ficticio

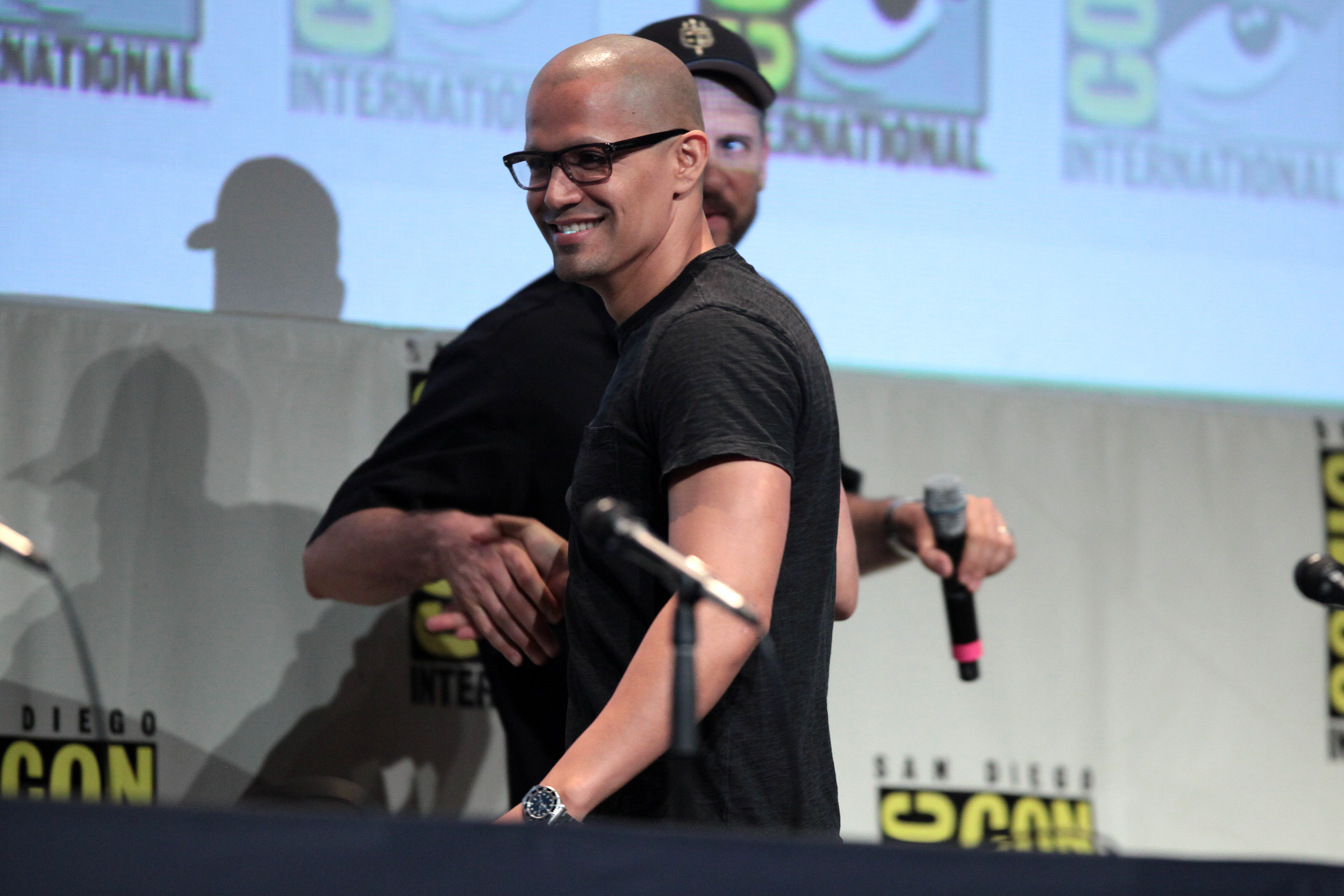
Es relevante porque es Jay Hernandez en una conveción de comics.

### Lazarus Lane
Lazarus Lane es El Diablo original, que opera en la segunda mitad del siglo XIX en el viejo oeste americano. Lane fue originalmente un cajero del banco que es casi asesinado por una banda de ladrones y puesto en un coma después de que lo golpea un rayo. Después de ser revivido por un chamán nativo americano llamado "Búho Sabio", Lane se convierte en un vigilante y se hace llamar El Diablo.
Según Jonah Hex vol. 2, # 11 (noviembre de 2006) y # 24 (diciembre de 2007), Lazarus Lane está maldito para ser el anfitrión de un demonio menor que actúa como un Espíritu de la Venganza. El cuerpo de Lane dormita en estado de coma mientras "El Diablo" vaga por la Tierra. Su destino es similar al del actual Vengador Carmesí. En Swamp Thing vol. 2, #85 (abril de 1989), Búho Sabio aparece en una luz más villana, con Lane/El Diablo como su siervo dispuesto. En esa historia, ambientada en 1872, una serie de héroes occidentales de DC (incluido el mencionado Hex, Bat Lash, Johnny Thunder y Madame 0.44) fueron empleados por Otto Von Hammer y Jason Blood para derrotar a Búho Sabio y recuperar de él un objeto de gran poder, que resultó ser un cristal que contiene el espíritu de La Cosa del Pantano, que se había perdido en el tiempo. Cuando el grupo mató a Búho Sabio, el cuerpo comatoso de Lane despertó, y El Diablo aparentemente desapareció para siempre.
En The New 52 (un reinicio del universo de DC Comics), Lazarus Lane apareció en respaldo en All-Star Western. En esta iteración, fue maldecido una vez más por Búho Sabio para convertirse en el anfitrión de un demonio. En lugar de estar en coma, Lazarus permanece despierto. Sin embargo, El Diablo surge de su cuerpo cada vez que está inconsciente.

### Rafael Sandoval
La segunda interacción fue creada en 1989 por el escritor Gerard Jones y el artista Mike Parobeck como un título establecido en el moderno Universo DC. Este título duró 16 meses. Como creado por Jones y Parobeck, Rafael Sandoval es un miembro novato del ayuntamiento de Dos Ríos, Texas, que crea su versión de El Diablo de un traje de fiesta y un viejo personaje de boxeo y leyendas locales que rodean al Diablo cuando lo obstaculizaban los oficiales al tratar de seguir el caso de un pirómano en serie. Los esfuerzos posteriores involucraron batallas con traficantes de drogas ilícitas usando cubiertas de maquiladora para sus actividades, la caza de un asesino en serie, los conflictos con operaciones de contrabando de personas, y con la propia conciencia de Sandoval sobre la mejor manera de servir al pueblo de Dos Ríos.
El personaje de Rafael Sandoval ha hecho posteriormente apariciones como invitado en uno de los títulos de la Liga de la Justicia, en el que es poseído por el espíritu de un dios-emperador azteca y adquiere una apariencia que recuerda al Diablo de Lazarus Lane.  También aparece en Villains United Special cuando Oráculo lo sacó de su jubilación para servir en su Liga de la Justicia de facto, con lo cual es atacado por un miembro de la Banda de la Escala Real durante una batalla en la prisión del Enclave M en el Valle de Sonora, México. Es herido en la batalla, pero salvado de la muerte por el director de la instalación.

### Chato Santana
El Diablo actual es Chato Santana, de origen mexicano, excriminal que después de ser hospitalizado, encuentra a un Lazarus Lane comatoso aún vivo. Está escrito por Jai Nitz, a lápiz por Phil Hester, con tintas por Ande Parques.
En The New 52, él es un miembro del Escuadrón Suicida.

## En otros medios

### Televisión
- La versión de Lazarus Lane del Diablo aparece en Liga de la Justicia Ilimitada episodio "Lo único y futuro" con la voz de Nestor Carbonell. Mientras fue diseñado por su aparición cómica, se añadieron elementos de la apariencia del Zorro.
- La versión de El Diablo de Chato Santana aparece en Teen Titans Go! Episodio "TV Knight 2" con un disfraz similar al de la película Suicide Squad.

### Películas
- Jay Hernández interpreta a Chato Santana/El Diablo en la película de acción en vivo de 2016 Escuadrón suicida.[6] A diferencia de la mayoría de sus compañeros de equipo de Escuadrón Suicida, él no es un villano despiadado, ya que usó sus poderes para establecerse como un líder de pandillas antes de que accidentalmente destruyera a su familia en un momento de ira y ahora esté de luto por lo que se ha convertido. Finalmente, utiliza sus poderes para salvar al resto del equipo de los minions de Enchantress gracias a Deadshot. El Diablo ayuda al Escuadrón a resistir las ilusiones de Enchantress de lo que más desean si se rinden, y se sacrifica para derrotar al poderoso hermano de Enchantress al contener al ejecutor en un área hasta que una bomba puede ser detonada para destruirlos.

### Videojuegos
- La encarnación de Chato Santana del Diablo aparece en Lego Batman 3: Beyond Gotham. Él es parte del contenido descargable "El Escuadrón".
- La encarnación de El Diablo en Chato Santana aparece como un personaje jugable en Suicide Squad: Special Ops.
- La encarnación de Chato Santana de El Diablo se menciona en Injustice 2 durante el diálogo entre Deadshot y Atrocitus.

### Web
- La versión de Chato Santana aparece como estudiante de fondo en DC Super Hero Girls.